# Black Sun
Black Sun četvrti je studijski album njemačkog power metal sastava Primal Fear. Album je objavljen 29. travnja 2002. godine, a objavila ga je diskografska kuća Nuclear Blast.

## Popis pjesama
| 1.    | »Countdown to Insanity« (instrumental) | 1:43 |
| 2.    | »Black Sun«                            | 4:02 |
| 3.    | »Armageddon«                           | 4:05 |
| 4.    | »Lightyears from Home«                 | 4:40 |
| 5.    | »Revolution«                           | 4:02 |
| 6.    | »Fear«                                 | 4:20 |
| 7.    | »Mind Control«                         | 4:58 |
| 8.    | »Magic Eye«                            | 5:16 |
| 9.    | »Mind Machine«                         | 5:37 |
| 10.   | »Silence«                              | 4:39 |
| 11.   | »We Go Down«                           | 5:53 |
| 12.   | »Cold Day in Hell«                     | 4:10 |
| 13.   | »Controlled«                           | 3:36 |
| 57:01 |                                        |      |

## Zasluge
Primal Fear
- Ralf Scheepers – vokali, produciranje
- Stefan Leibing – gitara, produciranje
- Henny Wolter – gitara, produciranje
- Mat Sinner – bas-gitara, prateći vokali, produciranje
- Klaus Sperling	– bubnjevi, produciranje

Gostujući glazbenici
- Metal Mike Chlasciak – gitara (na pjesmama 6 i 13)

Ostalo osoblje
- Achim "Akeem" Köhler – produciranje, inženjer zvuka, miksanje, mastering
- Justin Leeah – dodatni inženjer zvuka
- Stephan Lohrmann – omot albuma
- Thomas Ewerhard – ilustracije
- Roland Guth – fotografija